# Tvedestrand
Tvedestrand est une commune du comté norvégien d’Agder. La commune se situe entre Arendal à l'ouest et Risør à l'est ; elle est également limitrophe avec les communes de Froland, Åmli et Vegårshei. Tvedestrand obtint ses limites actuelles en 1960, avec la fusion des communes de Dypvåg, Holt et Tvedestrand.

## Nature
La commune se situe autour de la partie basse du Vegårsvassdraget et du fjord Oksefjorden, et comprend également la côte et les îles à l'est du fjord. Le terrain autour est composé de petites buttes et de collines très accidentées prises par la forêt.

## Habitat
La population de la commune a baissé jusqu’en 1970, mais a augmenté depuis. Le centre administratif de Tvedestrand (1 741 habitants en 1999) se situe au fond de l'Oksefjorden, dans une cuvette étroite. Des quais partent des rues qui grimpent jusqu’au quartier commerçant. Les habitations sont clairsemées dans les terres, mais nombreux sont ceux qui vivent près de la mer : Sagesund, Dypvåg, Lyngør, Sandøy et Borøy. De nombreuses îles sont habitées.

## Vie économique
Les fabriques de pâte à papier de Fostvedt, Gjeving et Songe ont joué un rôle important pour Tvedestrand : l’exportation par la mer avec un port et un quai public de 200 mètres. Les industries dominent mais il y a également des petites entreprises dans diverses branches. Tvedestrand possède parmi les meilleurs élevages et les meilleurs exploitations agricoles et fruitières de l’Aust-Agder.
Tvedestrand est un des lieux touristiques les plus recherchés du Sørlandet grâce à son archipel côtier, plusieurs auberges, hôtels et chalets.

## Histoire et culture
- Tvedestrand, en 1836, fut le point de départ de l’expédition maritime de Næs Jernværk.
- Le journal local Tvedestrandsposten fut fondé par Arne Garborg en 1872.
- À Tvedestrand se trouve également Strykejernet, qui fait partie des plus petites maisons de Norvège.

## «La ville des livres»

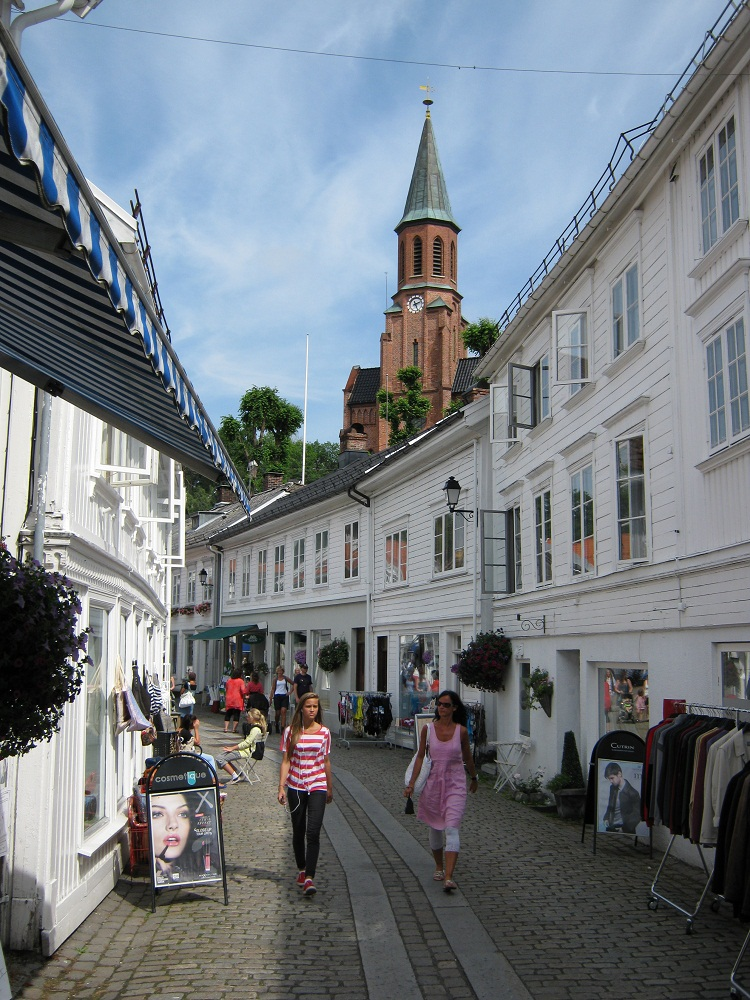
Une rue du centre de Tvedestrand.

Tvedestrand est la plus grande cité du livre de Norvège. La rue principale étant composée principalement de librairies et de bouquineries.

## Personnages célèbres
- Jens Holmboe (1880-1943), académicien et botaniste.
- Knud Knudsen (1812-1895), linguiste.